# Wang Sheng
Wang Sheng (王圣S, Wáng ShèngP; Dalian, 1º maggio 1981) è un ex calciatore cinese, di ruolo difensore.